# Золотой Кубок
Золотой Кубок (порт: Copa Ouro), или Золотой Кубок Николаса Леоса — международный футбольный турнир, проводившийся КОНМЕБОЛ в период с 1993 года по 1996 год. Он разыгрывался между победителями Кубка Либертадорес, Суперкубка Либертадорес, Кубка КОНМЕБОЛ и Кубка обладателей Суперкубка Либертадорес. В турнире доминировали бразильские клубы, кроме аргентинского клуба Бока Хуниорс, победившего в первом розыгрыше, небразильским клубам не удалось даже пробиться в финал.

## Победители
| Год        | Финал        | Финал             | Финал            |
| Год        | Победитель   | Счёт              | Финалист         |
| ---------- | ------------ | ----------------- | ---------------- |
| 1993 Обзор | Бока Хуниорс | 0:0, 1:0          | Атлетико Минейро |
| 1995 Обзор | Крузейро     | 0:1, 1:0 пен. 4:1 | Сан-Паулу        |
| 1996 Обзор | Фламенго     | 3:1               | Сан-Паулу        |

## Статистика

### По клубам
| Клуб             | Побед | Финалов | Годы побед | Годы финалов |
| ---------------- | ----- | ------- | ---------- | ------------ |
| Бока Хуниорс     | 1     | 0       | 1993       |              |
| Крузейро         | 1     | 0       | 1995       |              |
| Фламенго         | 1     | 0       | 1996       |              |
| Сан-Паулу        | 0     | 2       |            | 1995, 1996   |
| Атлетико Минейро | 0     | 1       |            | 1993         |

### По странам
| Страна    | Побед | Финалов | Победители                 | Финалисты                           |
| --------- | ----- | ------- | -------------------------- | ----------------------------------- |
| Бразилия  | 2     | 3       | Крузейро (1), Фламенго (1) | Сан-Паулу (2), Атлетико Минейро (1) |
| Аргентина | 1     | 0       | Бока Хуниорс (1)           |                                     |